# قرار مجلس الأمن التابع للأمم المتحدة رقم 1643
قرار مجلس الأمن التابع للأمم المتحدة رقم 1643، المتخذ بالإجماع في 15 كانون الأول / ديسمبر 2005، بعد الإشارة إلى القرارات السابقة بشأن الحالة في كوت ديفوار (ساحل العاج)، مدد المجلس حظر توريد الأسلحة وقيود السفر والقيود المالية المفروضة على البلد حتى 15 كانون الأول / ديسمبر 2006، وتضمنت حظرًا على تجارة الماس.

## القرار

### أعمال
وبموجب الفصل السابع من ميثاق الأمم المتحدة، مدد المجلس العقوبات المفروضة في القرار 1572 (2004) لمدة عام واحد، مطالبا الحكومة والمتمردين بتقديم قائمة بالأسلحة التي بحوزتهم. تم فرض حظر على استيراد الماس الخام. كان على جميع البلدان منع استيراد الماس الإيفواري على أراضيها والإبلاغ في غضون 90 يومًا عن التدابير التي اتخذتها لتنفيذ هذا الإجراء. كما تم تهديد المزيد من الإجراءات ضد الأفراد الذين حاولوا عرقلة عملية السلام، أو الذين ارتكبوا انتهاكات لحقوق الإنسان وحرضوا على العنف. واعتبر أن الهجوم على عملية الأمم المتحدة في كوت ديفوار والقوات الفرنسية وغيرها يشكل تهديدا لعملية المصالحة الوطنية.
وأخيراً، صدرت تعليمات للأمين العام كوفي عنان بتشكيل فريق من خمسة خبراء لمدة ستة أشهر للتحقيق في انتهاكات العقوبات الدولية وتقديم توصيات حول كيفية تنفيذ دول المنطقة للإجراءات.

## روابط خارجية
- نص القرار في undocs.org